# Cát Xảo Hồng
Cát Xảo Hồng (tiếng Trung giản thể: 葛巧红, bính âm Hán ngữ: Gé Qiǎohóng, sinh tháng 7 năm 1970, người Hán) là nữ chính trị gia nước Cộng hòa Nhân dân Trung Hoa. Bà là Ủy viên dự khuyết Ủy ban Trung ương Đảng Cộng sản Trung Quốc khóa XX, hiện là Bí thư Thị ủy Tiêu Tác, Hà Nam.
Cát Xảo Hồng là đảng viên Đảng Cộng sản Trung Quốc, học vị Thạc sĩ Quản lý công cộng. Bà có hơn 30 năm sự nghiệp đều công tác ở các cơ quan, đơn vị của quê nhà Hà Nam.

## Tiểu sử
Cát Xảo Hồng sinh vào tháng 7 năm 1970 tại huyện Thương Thủy, nay thuộc địa cấp thị Chu Khẩu, tỉnh Hà Nam, Cộng hòa Nhân dân Trung Hoa. Bà lớn lên và tốt nghiệp cao trung ở Thương Thủy, học đại học và có bằng cử nhân, học sau đại học và có bằng nghiên cứu sinh, và bằng Thạc sĩ Quản lý công cộng, được kết nạp Đảng Cộng sản Trung Quốc khi là sinh viên. Sau khi học xong đại học, bà được phân về thủ phủ Trịnh Châu, công tác ở các cơ quan thuộc Chính phủ Nhân dân thành phố này, bắt đầu sự nghiệp từ tháng 7 năm 1991. Trong 10 năm công tác giai đoạn 1991–2002, bà được nâng ngạch từ khoa viên lên phó chủ nhiệm, chủ nhiệm khoa viên, từng là phó phòng rồi Trưởng phòng Nhân sự lao động của Hợp tác xã cung ứng và tiếp thị Trịnh Châu, thăng chức là Phó Cục trưởng Cục Lương thực thành phố, Ủy viên Đảng ủy cục. Tháng 6 năm 2000, bà được điều chuyển từ Cục Lương thự sang Cục Cán bộ lão thành, bổ nhiệm làm Phó Cục trưởng, giữ chức này hơn 6 năm cho đến tháng 11 năm 2008 thì được điều lên Chính phủ Nhân dân tỉnh Hà Nam, nhậm chức Phó Cục trưởng Cục Lương thực tỉnh, Thành viên Đảng tổ cục. Việc bổ nhiệm này của bà được thực hiện theo hình thức công tuyển, tức tuyển chọn công khai và cạnh tranh trong hệ thống cán bộ, công vụ viên tỉnh.
Tiếp tục ở Cục Lương thực Hà Nam 8 năm, vào tháng 9 năm 2016, Cát Xảo Hồng được phân về địa cấp thị Bình Đỉnh Sơn, chỉ định vào Ủy ban Thường vụ Thị ủy, phân công làm Bộ trưởng Bộ Tổ chức Thị ủy. Sau đó, bà được thăng chức là Phó Bí thư chuyên chức Thị ủy Bình Đỉnh Sơn, nâng ngạch lên Thanh tra viên cấp 1. Tháng 7 năm 2021, bà rời Bình Đỉnh Sơn, tới Tiêu Tác, được chỉ định làm Bí thư Thị ủy, kiêm Bí thư thứ Nhất Đảng ủy Phân Quân ủy, lãnh đạo toàn diện địa cấp thị này. Cuối năm 22, bà tham dự Đại hội Đảng Cộng sản Trung Quốc lần thứ XX từ đoàn đại biểu Hà Nam. Trong quá trình bầu cử tại đại hội, bà được bầu làm Ủy viên dự khuyết Ủy ban Trung ương Đảng Cộng sản Trung Quốc khóa XX.